# Korsvattnet
Korsvattnet är en sjö i Offerdals socken i Krokoms kommun i Jämtland och ingår i Indalsälvens huvudavrinningsområde. Sjön är 81 meter djup, har en yta på 12,1 kvadratkilometer och befinner sig 745,1 meter över havet. Sjön avvattnas av vattendraget Övre Oldån (Korsvattenån). Vid provfiske har röding fångats i sjön.
Sjön består av två sammanhängande sjöar, Stora Korsvattnet och Lilla Korsvattnet. Sjön ligger i Oldfjällen. Korsvattnet avvattnas av en av Långans två större källfloder som därefter rinner ut i Yttre Oldsjön. Där förenas Långan med den andra källfloden som börjar i Stora Burvattnet och Lilla Burvattnet och rinner genom sjöarna Stor-Mjölkvattnet, Övre Lill-Mjölkvattnet och Nedre Lill-Mjölkvattnet till Yttre Oldsjön. Efter utflödet ur Yttre Oldsjön rinner Långan genom Rönnösjön och Landösjön vidare till Indalsälven.
SMHI har en meteorologisk station vid Korsvattnet.

## Delavrinningsområde
Korsvattnet ingår i delavrinningsområde (708725-138827) som SMHI kallar för Utloppet av Korsvattnet. Medelhöjden är 810 meter över havet och ytan är 35,17 kvadratkilometer. Räknas de 15 avrinningsområdena uppströms in blir den ackumulerade arean 84,73 kvadratkilometer. Övre Oldån (Korsvattenån) som avvattnar avrinningsområdet har biflödesordning 3, vilket innebär att vattnet flödar genom totalt 3 vattendrag innan det når havet efter 298 kilometer. Avrinningsområdet består mestadels av kalfjäll (65 procent). Avrinningsområdet har 12,08 kvadratkilometer vattenytor vilket ger det en sjöprocent på 34,3 procent.